# Cnestidium guianense
Cnestidium guianense är en tvåhjärtbladig växtart som först beskrevs av Schellenb., och fick sitt nu gällande namn av Schellenb.. Cnestidium guianense ingår i släktet Cnestidium och familjen Connaraceae. Inga underarter finns listade i Catalogue of Life.